# 施恬杰
施恬杰（1993年6月22日—）是一名马来西亚足球运动员，司职门将。目前效力马来西亚超级足球联赛俱乐部霹雳。